# Lublanske novice

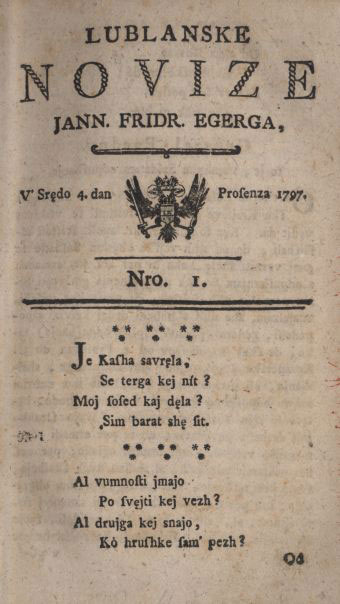
Titulní stránka novin

Lublanske novice (česky Lublaňské noviny) byly první slovinsky psané noviny, které v období let 1797 až 1800 vydával Valentin Vodnik.

## Historie
První vydání Lublaňských novin vyšlo 4. ledna 1797. Do 30. června 1798 vycházely noviny dvakrát týdně – ve středu a v sobotu, poté vycházely jako týdeník každou sobotu. Poslední číslo novin vyšlo 27. prosince 1800. V posledním roce vedl vydávání novin Janez Šušnik.
Noviny poskytovaly zprávy z bojišť, proklamace, jména zesnulých, ale také příspěvky národopisné, hospodářské, literární a historické. Vydávání novin provázel nedostatek materiální i morální podpory, objevovaly se také názory, že slovinský jazyk je chudý a smíchaný s němčinou. Noviny nakonec přestaly vycházet v předvečer doby, kdy Napoleonská okupace oblasti umožnila zavedení slovinštiny jako oficiálního zemského jazyka.
V letech 1797 až 1800 tak celkem vyšlo 233 vydání, resp. 1874 stran, resp. 78 tisíc výtisků Lublaňských novin.